# Jeane Manson
Jeane Manson (Cleveland (Ohio), 1 oktober 1950) is een Amerikaanse zangeres en actrice die in Frankrijk carrière maakte als zangeres. Haar voornaam is eigenlijk Jean, in Frankrijk een mannennaam; daarom voegde ze er een e aan toe. In augustus 1974 en mei 1977 poseerde ze voor de Playboy.

## Carrière
Een van haar bekendste hits is Avant de nous dire adieu uit 1976, dat in de jaren negentig gecoverd werd door Wendy Van Wanten (Blijf nog één nacht) en Sandra Reemer (Kom naar me toe).
Ze vertegenwoordigde Luxemburg op het Eurovisiesongfestival 1979 in Jeruzalem met het lied J'ai déjà vu ça dans tes yeux en werd 13e met 44 punten.

## Discografie

### Singles
- Avant de nous dire adieu (1976)
- Une femme (1976)
- La chapelle de Harlem (1977)
- Ce n'est qu'un au revoir (1977)
- Un enfant est né (1977)
- No volveré (1977)
- Fais-moi danser (1978)
- J'ai déjà vu ça dans tes yeux (1979)
- Fly to New York City (1979)
- Vis ta vie (1979)
- Tu es venu (1980)
- L'étoile d'amour (1980)
- Amitié et amour (met Kenny Loggins) (1981)
- Comme un bateau ivre (1981)
- Et j'en oublie de pleurer (1981)
- Aimer c'est mourir un peu (1982)
- Need you (1982)
- Love moi dans tes bras (1983)
- Besoin d'un homme (1983)
- Lucie et Daniel (1985)
- Je suis perdue (1985)
- Ne dis rien (1986)
- Hymne à la vie (1987)
- Te buscaré (1988)
- L'amour prison (1989)
- Those were the days (1990)
- Guantanamera (1992)
- The world should be ours (1993)
- C'et toi que j'aime (1996)
- Rester ou partir (1996)
- Yobel n'ayons pas peur (1997)
- Partir avec toi (1998)

### Albums (geen compilaties)
- Jeane Manson (1977)
- Lovingly (1977)
- Fly to New York City (1979)
- Stand by me (1980)
- Canta en Español (1980)
- Jeane Manson (1981)
- La belle histoire de Shirley Violette (1981)
- Aux USA (1982)
- Mes photos couleur (1983)
- Ange ou démon (1985)
- Song d'une nuit (1988)
- Jeane Manson y el Mariachi Mezcal (1992)
- Je n'aime que toi (1992)
- Dédicace - Concert à la salle Gaveau (1995)
- Country girl (1996)
- Un nouveau monde (1998)
- Jeane Manson chante les plus grands airs classiques (1999)
- Gospel (2001)
- Amour caché (2004)